# Fondo mondiale per la diversità delle colture
IL Fondo mondiale per la diversità delle colture (Global Crop Diversity Trust) è una organizzazione internazionale il cui scopo è assicurare la conservazione e la disponibilità di diversità di colture per la sicurezza alimentare  nel mondo. Essa nacque attraverso una collaborazione tra la FAO ed il Gruppo Consultivo sulla Ricerca Internazionale in Agricoltura (CGIAR). Nel 2006 il fondo entrò in accordi con l'amministrazione del Trattato internazionale sulle risorse fitogenetiche per l'alimentazione e l'agricoltura. L'accordo riconobbe che il Trattato è un elemento essenziale della strategia fondante il trattato al riguardo alla conservazione fuori dal loco originario e disponibilità di risorse geniche per piante per l'alimentazione e l'agricoltura. Inoltre conferma l'autonomia del fondo come organizzazione scientifica.

Il Fondo sta assemblando un fondo di garanzia, i cui redditi  verranno utilizzato per sostenere la conservazione delle distinte e importanti diversità delle colture, in perpetuo, attraverso le istituzioni esistenti.

La diversità delle colture è il fondamento biologico della agricoltura è la materia prima della pianta che allevatori ed agricoltori usano per adattare le varietà vegetali agli insetti nocivi  ed alle malattie. Nel futuro, questa diversità biologica potrebbe giocare un ruolo importante nell'aiutare l'agricoltura ad aggiustarsi ai cambi climatici e ad adattarsi al deficit di acqua o di energia.

Il fondo per la diversità delle colture ha gli uffici presso la FAO e presso la Bioversity international (formalmente la International Plant Genetic Resources Institute (IPGRI)) in Roma.

L'organizzazione è guidata dal dott Cary Fowler.

L'organizzazione ha in dotazione circa 100 milioni di $.

I principali donatori sono: Australia, Svezia, Svizzera, Canada, Norvegia, Germania, Stati Uniti d'America, ed il Grains Research and Development Corporation (Australia). Un numero di paesi poveri sopporta il progetto, inclusi l'Etiopia. Possono contribuire anche privati e fondazioni.

Il Fondo sta correntemente organizzando una serie di colture e di strategie di conservazione regionale.

Il fondo è coinvolto con il governo della Norvegia e la Nordic Gene Bank nella costituzione del Svalbard Global Seed Vault, una fondazione per la sicurezza alimentare sito nelle  isole Svalbard. 
Questa fondazione "possiede" un back up di sicurezza per le banche dei geni esistenti, che sono vulnerabili a guerre, disastri naturali, .guerra civile, ed anche per controbattere fallimenti di attrezzature  e cattiva gestione. Il  Svalbard Global Seed Vault è stato propagandato come un mezzo per ristabilire l'agricoltura, in caso di una catastrofe globale di qualche tipo. È progettata per contenere 4,5 milioni di campioni di diverse varietà (in forma di seme) di colture agricole.